# Petrus Jacobus Kipp

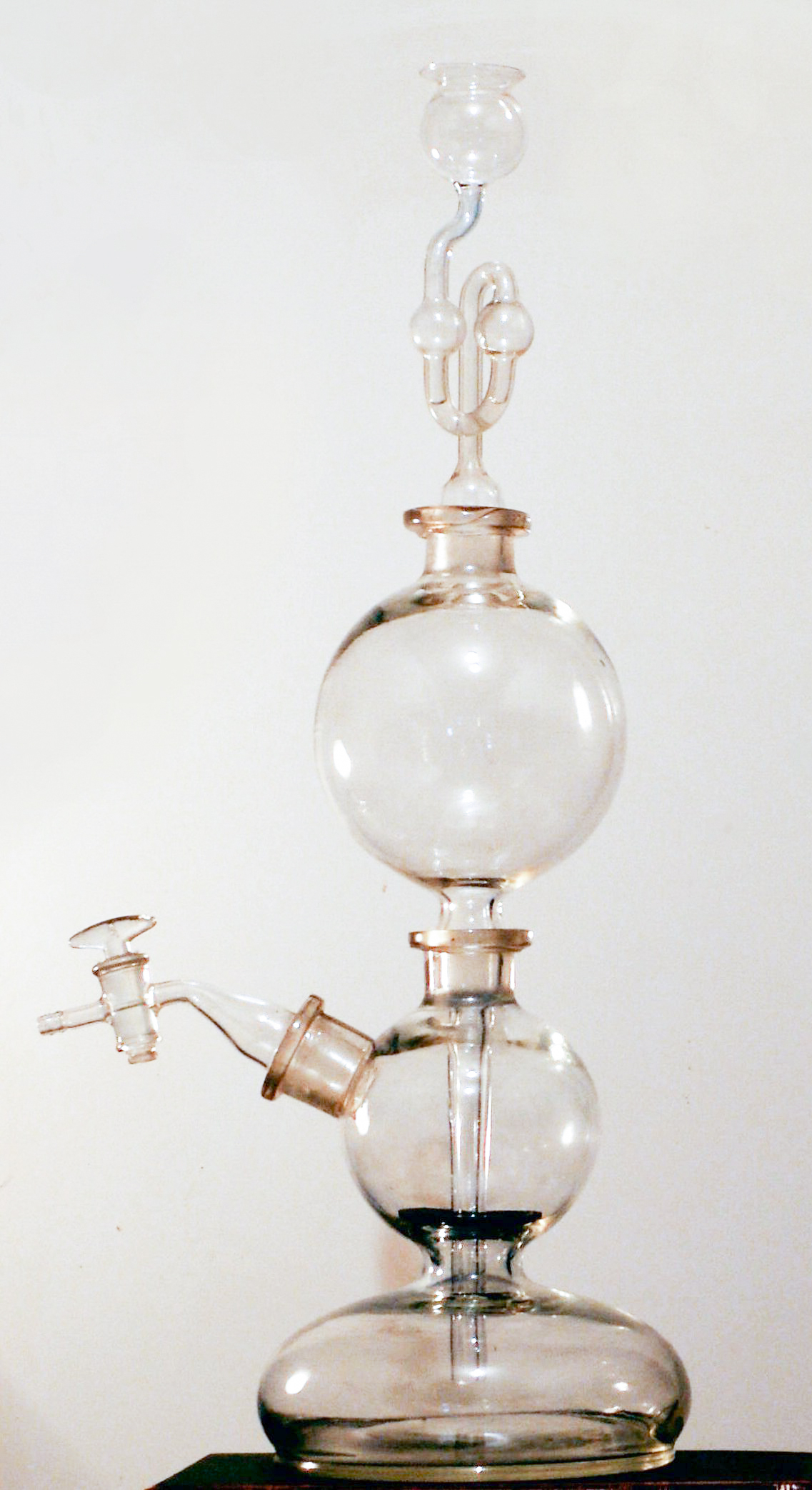
Aparat Kippa

Petrus Jacobus Kipp (ur. 5 marca 1808 w Utrechcie, zm. 3 lutego 1864 w Delfcie) – holenderski aptekarz i wynalazca działający w Delfcie.

## Życiorys
Około roku 1860 skonstruował przyrząd laboratoryjny do wytwarzania gazów na drodze reakcji chemicznej, zwany dzisiaj aparatem Kippa.